# صلاح‌الدین عقال
صلاح‌الدین عقال (انگلیسی: Salaheddine Aqqal؛ زادهٔ ۲۲ اوت ۱۹۸۴) بازیکن فوتبال اهل مراکش است.
از باشگاه‌هایی که در آن بازی کرده‌است می‌توان به باشگاه فوتبال الحزم عربستان سعودی، باشگاه فوتبال الاتفاق عربستان سعودی، باشگاه فوتبال ارتش سلطنتی مراکش، باشگاه فوتبال المپیک خریبکه، باشگاه فوتبال التعاون عربستان سعودی، باشگاه فوتبال الرائد عربستان سعودی، و باشگاه فوتبال الرجا اشاره کرد.
وی همچنین در تیم ملی فوتبال مراکش بازی کرده‌است.